# Valentin Stansel
Valentin Stansel (ur. 1621 w Ołomuńcu, zm. 18 grudnia 1705 w Salvadorze) – czeski astronom i jezuita.

## Życiorys
Stansel pochodził z Moraw. Do zakonu jezuitów wstąpił 1 listopada 1637 roku. Po zakończeniu studiów i nowicjatu, nauczał matematyki i retoryki na uniwersytecie w Ołomuńcu i w Pradze. Po otrzymaniu święceń kapłańskich, wystąpił z prośbą o zezwolenie na udział w misji do Indii. W tym celu udał się do Portugalii, gdzie oczekiwał na zgodę i statek. W międzyczasie nauczał astronomii w kolegium w Évorze. W czasie pobytu na półwyspie Iberyjskim zaczął używać nazwiska "Estancel", które było łatwiejsze do wymówienia dla Portugalczyków. Tym nazwiskiem podpisywał później większość swoich prac.
Mimo starań, przełożeni nie wyrazili zgody na podróż do Indii, zamiast tego Valentin został skierowany do portugalskiej Brazylii. Osiadł w Salvadorze, gdzie aż do swojej śmierci w 1705 roku, pracował jako nauczyciel w kolegium jezuickim i jako wykładowca teologii moralnej w seminarium. Później został przełożonym jezuitów w Bahii. Oprócz tego prowadził obserwacje astronomiczne, interesowały go zwłaszcza komety. Wyniki swoich obserwacji wysyłał do Europy, gdzie były one publikowane i korzystało z nich wielu uczonych. Zasłynął jako odkrywca komety Estancel-Gottignies, którą odkrył 5 marca 1668 roku. Kometa została później dokładnie zbadana przez innego jezuitę, de Gottignies'a.

## Ważniejsze prace
- Dioptra geodetica, Praga, 1652 lub 1654)
- Propositiones selenegraphicæ, sive de luna, Ołomuniec, 1655
- Orbe Affonsino, horoscopio universal, Évora, 1658
- Mercurius brasilicus, sive de Coeli et soli brasiliensis oeconomia
- Zodiacus Divini Doloris, sive Orationes XII, Évora, 1675
- Legatus uranicus ex orbe novo in veterum, h. e. Observationes Americanæ cometarum factæ, concriptæ et in Europam missæ, Praga, 1683
- Uranophilus coelestis peregrinus, sive mentis Uranicæ per mundum sidereum peregrinantis ecstases, Antwerpia i Ghent, 1685
- Mercurius Brasilicus, sive Cœli et soli brasiliensis oeconomica